# کنت هنسن
کنت هنسن (انگلیسی: Kenneth Hansen؛ زادهٔ ۲۹ سپتامبر ۱۹۶۰) راننده خودروی مسابقه‌ای اهل سوئد است.